# Under the Tuscan Sun
Under the Tuscan Sun is een Amerikaans-Italiaanse romantische filmkomedie uit 2003 onder regie van Audrey Wells. Het verhaal hiervan is gebaseerd op het gelijknamige boek van Frances Mayes uit 1996. Diane Lane werd voor haar hoofdrol genomineerd voor zowel een Golden Globe als een Satellite Award.

## Verhaal
Frances (Diane Lane) is schrijfster en recensent en woont in San Francisco met haar man. Als haar man haar plotseling verlaat voor een jongere vrouw en haar met schulden achterlaat waardoor ze haar huis moet verkopen, stort haar wereld in. Haar beste vriendin Patti (Sandra Oh) en haar partner kunnen door de zwangerschap van Patti niet de geplande reis naar Toscane maken en geven Frances deze reis cadeau. Tijdens de reis in Italië rijdt de bus langs een oud huisje in Cortona, genaamd 'Bramasole'.
Frances loopt naar binnen, wordt verliefd op het huisje en koopt het.
Hoewel ze in het begin erg moet wennen aan de Italiaanse cultuur, keuken en vooral mannen begint ze langzaam weer een leven op te bouwen samen met de hulp van de makelaar Senor Martini, nieuwe vlam Marcello en excentrieke Engelse vriendin Katherine.
Wanneer Patti ook nog voor de deur staat omdat haar vriendin toch geen kindje wilde en ze bevalt in Italië, is haar leven weer gevuld en compleet.

## Rolverdeling
- Diane Lane - Frances Mayes
- Sandra Oh - Patti
- Lindsay Duncan - Katherine
- Raoul Bova - Marcello
- Vincent Riotta - Martini
- Mario Monicelli - Oude man met bloemen
- Roberto Nobile - Placido
- Kate Walsh - Grace
- Pawel Szajda - Pawel
- Giulia Steigerwalt - Chiara
- David Sutcliffe - Ed
- Jeffrey Tambor - Frances' advocaat
- Dan Bucatinsky - Rodney